# Judit på Holofernes bankett
Judit på Holofernes bankett (spanska: Judit en el banquete de Holofernes), ibland även Sofonisba mottar giftbägaren (nederländska: Sophonisba ontvangt de gifbeker), är en oljemålning av den nederländske konstnären Rembrandt. Den målades 1634 och ingår i Pradomuseets samlingar i Madrid. 
Målningen visar tre figurer varav en sittande kvinna med juvelklädda kläder framträder tydligast. Framför henne står en tjänsteflicka som överräcker en bägare som innehåller en röd vätska. I bakgrunden skymtar en äldre kvinna. Konsthistorikerna har under lång tid tvistat om vilka personer som avbildas. Pradomuseet som äger tavlan anger att målningen skildrar en scen från Judits bok, som ingår i Tillägg till Gamla testamentet, där det berättas om en judisk kvinna vid namn Judit som räddar sin stad Betylua genom att förföra och sedan döda Nebukadnessar II:s härförare Holofernes. 
Andra har menat att målningen föreställer Sofonisba som var en högättad kartager som hellre drack ur giftbägaren än utlämnades till Rom. Det har också föreslagits att tavlan föreställer Artemisia av Karien när hon mottar en bägare med aska från hennes döde make Mausollos till vars ära hon senare bygger Mausoleet i Halikarnassos.  
Troligtvis har Rembrandts hustru Saskia Uylenburgh suttit modell för den centralt placerade kvinnan.  